# Chigusa Nagayo
Chigusa Nagayo (長与千種?, Nagayo Chigusa; Omura, 8 dicembre 1964) è una wrestler giapponese.
Nota principalmente negli anni ottanta grazie alla popolarità acquisita come membro del tag team Crush Gals insieme a Lioness Asuka. Nel 1995 fondò la compagnia GAEA Japan e nel 2014 la Marvelous That's Women Pro Wrestling. Nagayo è spesso considerata una tra le più popolari e una delle più grandi e influenti lottatrici di tutti i tempi. Il giornalista Dave Meltzer dichiarò che negli anni ottanta, le Crush Gals raggiunsero in Giappone lo stesso livello di popolarità di Hulk Hogan negli Stati Uniti, e da allora in poi Chigusa Nagayo divenne la donna più popolare nel puroresu per un lungo periodo fino al suo primo ritiro nel 1989.

## Carriera

### All Japan Women's Pro-Wrestling (1980–1989)

#### Crush Gals (1983–1986)
Il 4 gennaio 1983 Nagayo lottò contro la sua futura partner di tag team nelle Crush Gals, Lioness Asuka. Sul ring le due donne ebbero una buona intesa e riscossero consensi da parte del pubblico, quindi si decise di metterle in coppia. Il nome "Crush Gals" fu creato dalla combinazione del soprannome di Akira Maeda e il titolo della rivista giapponese Gals. Il team acquisì polarità il 27 agosto 1983 dopo una sconfitta in un title match per il WWWA World Tag Team Championship contro le Dynamite Girls. Le due coppie si scontrarono ancora nel gennaio 1984 nel corso di un match terminato in parità dopo 60 minuti. Quindi, in giugno, le Crush Gals affrontarono Jaguar Yokota & Devil Masami in un altro incontro terminato in parità dopo un'ora davanti a un pubblico di 5,000 fan. La coppia fece uscire il suo primo singolo musicale il 21 agosto, la canzone intitolata Bible of Fire, vendendo oltre 100,000 copie in Giappone. Nagayo dichiarò di non avere mai cantato in pubblico prima della pubblicazione del singolo. Il 25 agosto le Crush Gals sconfissero le rivali Dynamite Girls, conquistando il WWWA World Tag Team Championship.
Nel 1985 cominciarono una rivalità con la fazione heel di Dump Matsumoto, la Atrocious Alliance. Il feud riscosse molto successo nel programma televisivo settimanale della AJW su Fuji TV. Il 25 febbraio 1985, Matsumoto & Crane Yu sconfissero le Crush Gals togliendo loro il WWWA World Tag Team Championship. In giugno, Nagayo lottò nel 1985 Japan Grand Prix, perdendo in semi-finale con Matsumoto. Il 28 agosto Nagayo e Matsumoto lottarono in un hair vs. hair match. Nagayo perse e fu rapata a zero. Poco tempo dopo, riuscì a vendicarsi quando le Crush Gals sconfissero l'Atrocious Alliance vincendo il 1985 Tag League the Best. Tuttavia, Nagayo si infortunò al ginocchio in dicembre, costringendo le Crush Gals a rendere vacante il WWWA World Tag Team Championship. Il 20 marzo 1986 le Crush Gals riconquistarono le cinture sconfiggendo The Jumping Bomb Angels, che avevano vinto i titoli vacanti.

## Titoli e riconoscimenti
- All Japan Women's Pro-Wrestling
  - AJW Junior Championship (2)
  - All Pacific Championship (2)
  - IWA World Women's Championship (2)
  - WWWA World Single Championship (1)
  - WWWA World Tag Team Championship (4) – con Lioness Asuka
  - 1981 Rookie of the Year Decision Tournament
  - Japan Grand Prix (1987)
  - Tag League the Best (1986) – con Yumiko Hotta
  - Tag League the Best (1987) – con Lioness Asuka
  - AJW Hall of Fame (Classe del 1998)[5]
- Cauliflower Alley Club
  - Other honoree (1996)
- Chō Hanabi Puroresu
  - Bakuha-ō Championship (1)[6]
  - Bakuha-ō Tag Team Championship (1) – con Atsushi Onita
  - Bakujoō Championship (1)[7]
- GAEA Japan
  - AAAW Single Championship (2)
  - AAAW Tag Team Championship (1) – con Lioness Asuka
- Oz Academy
  - Best Wizard Award (1)
    - Best Bout Award (2023) con Mio Momono e Tomoko Watanabe vs. Kakeru, Mayumi Ozaki e Saori Anou il 22 ottobre[8]
- Tokyo Sports
  - Best Tag Team Award (2015) con Atsushi Onita[9]
- Wrestling Observer Newsletter
  - Wrestling Observer Newsletter Hall of Fame (Classe del 1997)